# Phare Monumental de Chañaral
Le phare Monumental de Chañaral, ou phare du Millénaire (en espagnol : faro Monumental de Chañaral ou Faro del Milenio)  est un phare situé à Chañaral dans la région d'Atacama (province de Chañaral), au Chili. Il est construit pour commémorer le changement de millénaire et est inauguré le 1er septembre 2000. Il est situé dans une zone rocheuse à proximité de la grotte Lourdes.
Il est la propriété de la Marine chilienne et géré par le Service hydrographique et océanographique de la marine chilienne.

## Généralités
Le phare est rattaché administrativement à la Région d'Atacama dans la Province de Chañaral. Il s'élève à une hauteur de 83 mètres au-dessus du niveau de l'océan. 
Construit dans les années 1990 par la Marine chilienne, il est mis en service le 1er septembre 2000. 

## Codes internationaux
- ARLHS[2] : CHI-090
- NGA : 1141 [3]
- Admiralty[4] : G 1932